# 菅野文
菅野 文（かんの あや、1980年1月30日 - ）は、日本の漫画家。女性。東京都出身。

## 来歴
朝基まさしのアシスタントをしていた。
2001年、『花とゆめ』1号（白泉社）に掲載の「ソウルレスキュー」でデビューした。以来、主に白泉社の雑誌で活動していたが、同じ場所に長くいることで作風を雑誌のカラーに合わせ「自分で自分を縛っているかもしれない」と感じるようになり、『月刊プリンセス』に移行した。
2006年から2012年まで『別冊花とゆめ』にて「オトメン（乙男）」を連載した。同作が好評だったため、『花とゆめ』本誌や『ザ花とゆめ』にも読み切り掲載の出張があった。また、2009年には同作がフジテレビでテレビドラマ化された。
2022年1月、画業20周年を記念した原画展「菅野文 画業20周年記念展 in TOWER RECORDS SHIBUYA 〜『オトメン（乙男）』『薔薇王の葬列』の軌跡〜」を東京都のタワーレコード渋谷店にて開催。

## 作品リスト
出版はいずれも白泉社（『薔薇王の葬列』のみ秋田書店）。

### 漫画
- ソウルレスキュー（『花とゆめ』2001年1号、5号、6号、11号 - 13号、18号、『ザ花とゆめ』2002年1月1日号、6月1日号、全2巻）
  - 第2巻に「夢色JUNK」（『花とゆめ』2002年5号掲載）併録。
- ココロに花を!!（『花とゆめ』2003年1号、4号 - 6号、13号 - 15号、『ザ花とゆめ』2003年12月1日号、2004年2月1日号、全2巻）
  - 第1巻に「学校のススメ」（『花とゆめ』2002年13号掲載）併録。
- 北走新選組（『別冊花とゆめ』2003年7月号、2004年5月号、7月号、全1巻）
- 凍鉄の花（『花とゆめ』2003年18号、20号、『花とゆめプラス』2005年4月25日号、10月25日号、全1巻）
- 悪性 -アクサガ-（『別冊花とゆめ』2005年1月号 - 2006年3月号、全2巻） - 隔月掲載
- オトメン（乙男）（『別冊花とゆめ』2006年5月号 - 2013年1月号[5]、全18巻）
- ひとりたち（全1巻）
  - 「ひとりたち」（『別冊花とゆめ』2010年3月号掲載[7]）・「永遠のハニー」（『花とゆめプラス』2004年9月15日号掲載）・「悪性 -zero-」（『別冊花とゆめ』2004年11月号掲載）・「傷口から流れるあいのうた」（『ザ花とゆめ』2000年10月1日号掲載）を収録。
- 誠のくに（『別冊花とゆめ』2013年4月号[8] - 2013年、全1巻） - 集中連載[8]
- 薔薇王の葬列（『月刊プリンセス』2013年11月号[9] - 2022年2月号[10]、全17巻）
  - 薔薇王の葬列 外伝[11]（『月刊プリンセス』2022年4月号[12] - 2023年10月号[13]、全3巻） - 別表記は『薔薇王の葬列 王妃と薔薇の騎士』[13]
- 冥王の柘榴（『チャンピオンクロス』2024年9月2日[14] - 、既刊1巻）

### 画集
- 「薔薇王の葬列」イラスト集 荊棘の棺（2018年、秋田書店）

### 挿絵
- ゆらひかる『とろけるほど奪われたい!』（2005年、白泉社花丸文庫）
- 愁堂れな『被害者探偵 その美貌、僕の推理に役立ててみないか?』（2016年、富士見L文庫）
- 真楠ヨウ『薔薇王の葬列 original novel 五つの幕間』（2021年、富士見L文庫） ※上記自作のノベライズ

### イラスト
- 弱虫ペダル 公式アンソロジー 放課後ペダル（2014年[15]、少年チャンピオン・コミックス）
- 弱虫ペダル 公式アンソロジー 放課後ペダル 2（2015年[16]、少年チャンピオン・コミックス）
- 刀剣乱舞-ONLINE- アンソロジー -出陣準備中!-（2016年[17]、プリンセス・コミックスDX）
- 「KING OF PRISM by PrettyRhythm」アンソロジー ストリートのカリスマ（2017年[18]、プリンセス・コミックスDX）

## 師匠
- 朝基まさし[1]